# Frédéric de Moncuit de Boiscuillé
Frédéric de Moncuit de Boiscuillé, né 9 octobre 1799 à Rennes et mort le 3 avril 1884 à Saint-Malo, fut maire de Rennes de 1853 à 1855.

## Biographie
Frédéric de Moncuit de Boiscuillé est le fils du baron Pierre de Moncuit de Boiscuillé, officier, et d'Isidore Catherine Théodore Ravenel du Boisteilleul. Marié à Mlle Droüet de Montgermont, fils de Jean Baptiste Marie Droüet de Montgermont et de Marie Jeanne Françoise de Talhouët de Brignac, il est le père de Louis de Moncuit, zouave pontifical, et le beau-père d'Hippolyte de La Motte de Broöns de Vauvert et de René Bertrand Huchet de Cintré.
Il est lieutenant de hussards de la garde royale en 1820.